# Polypedilum pavidum
Polypedilum pavidum är en tvåvingeart som först beskrevs av Frederick Wollaston Hutton 1902.  Polypedilum pavidum ingår i släktet Polypedilum och familjen fjädermyggor. Inga underarter finns listade i Catalogue of Life.